# Habsburg (Schiff, 1884)
Die Habsburg und die Austria, ab 1919 Schruns bzw. Bezau, waren die beiden ersten Dampfer der k.k. Staatsbahnen auf dem Bodensee. Obwohl alle nach 1880 für den Obersee gebauten Schiffe der anderen Länder Salondampfer waren, entschieden sich die k.k. Staatsbahnen zur Beschaffung von Glattdeckerdampfern, die sie bei tiefer Nachfrage nur als Schleppdampfer eingesetzt hätten.

## Vorgeschichte: Umgestaltung des Bregenzer Hafens
Ein Beschluss des österreichischen Reichsrats über den Bau der Arlbergbahn Innsbruck–Bludenz im Jahr 1880 schuf die ersten Voraussetzungen für die österreichische Dampfschifffahrt auf dem Bodensee. Die bereits seit 1872 bestehende Bahnstrecke Lindau–Bludenz wurde im Zuge dieses Eisenbahnbaus von den k. k. österreichischen Staatsbahnen übernommen. An das Staatsbahnnetz sollte nun eine Dampfschifffahrtsanstalt angegliedert werden, wobei zunächst vorrangig an einen Trajektverkehr ab Bregenz gedacht wurde. Die k. k. Bodensee-Dampfschifffahrtsinspektion stand zunächst unter der Leitung des Korvettenkapitäns Emil Krumholz. Am 15. September 1884 wurde der Beginn der österreichischen Bodenseeschifffahrt in Anwesenheit des Kaisers Franz Joseph I. gefeiert.
Vorangegangen war ein Ausbau des staatlichen Schiffshafens in Bregenz. Die beiden alten Molenköpfe wurden verlagert bzw. verlängert, im Hafen wurde Platz für drei große Schiffe geschaffen, und die Haltestelle Bregenz-Hafen der Staatsbahnen wurde angelegt. Diese wurde allerdings erst 1890 eröffnet und 1891 mit einem eisernen Übergangssteg über die Bahnlinie versehen, der bis 1955 existierte. Auf der Südseite des Hafenbeckens wurde die Trajektbrücke eingerichtet, auf der Nordseite ein zweites Hafenbecken angeschlossen, so dass Bregenz nun den drittgrößten Hafen am Bodensee besaß. 1903 wurde der zunächst provisorisch errichtete Holzmast mit Signallichtern durch den heute noch bestehenden Gittermast, der als Leuchtturm dient, ersetzt.

## Bau der beiden Schiffe

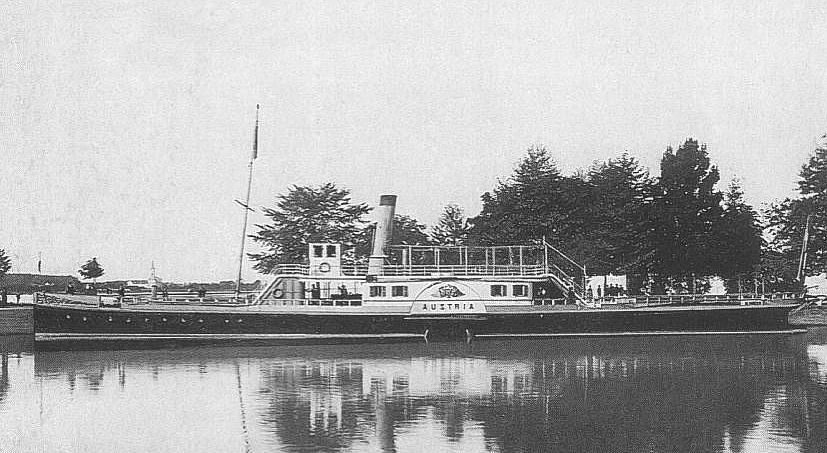
Die Austria um 1885 im Bregenzer Hafen

Die beiden baugleichen ersten österreichischen Glattdecker Austria und Habsburg wurden von der Schiffswerft Linz und Escher, Wyss & Cie. in Zürich geliefert und in einer provisorischen Werft im Bregenzer Ried zusammengebaut. Auf dem Areal befindet sich heute das Festspiel- und Kongresshaus Bregenz. Am 5. Juni 1884 lief die Austria und fünf Tage später die Habsburg vom Stapel. Getauft wurden die Schiffe von Karolina von Thurn und Taxis. Bei der Taufe der Habsburg kam es zu einem Zwischenfall: Die Tribüne für die Ehrengäste brach unter deren Gewicht zusammen und etliche Teilnehmer der Feier fielen in den See.

## Versenkung derStadt Lindaudurch dieHabsburg

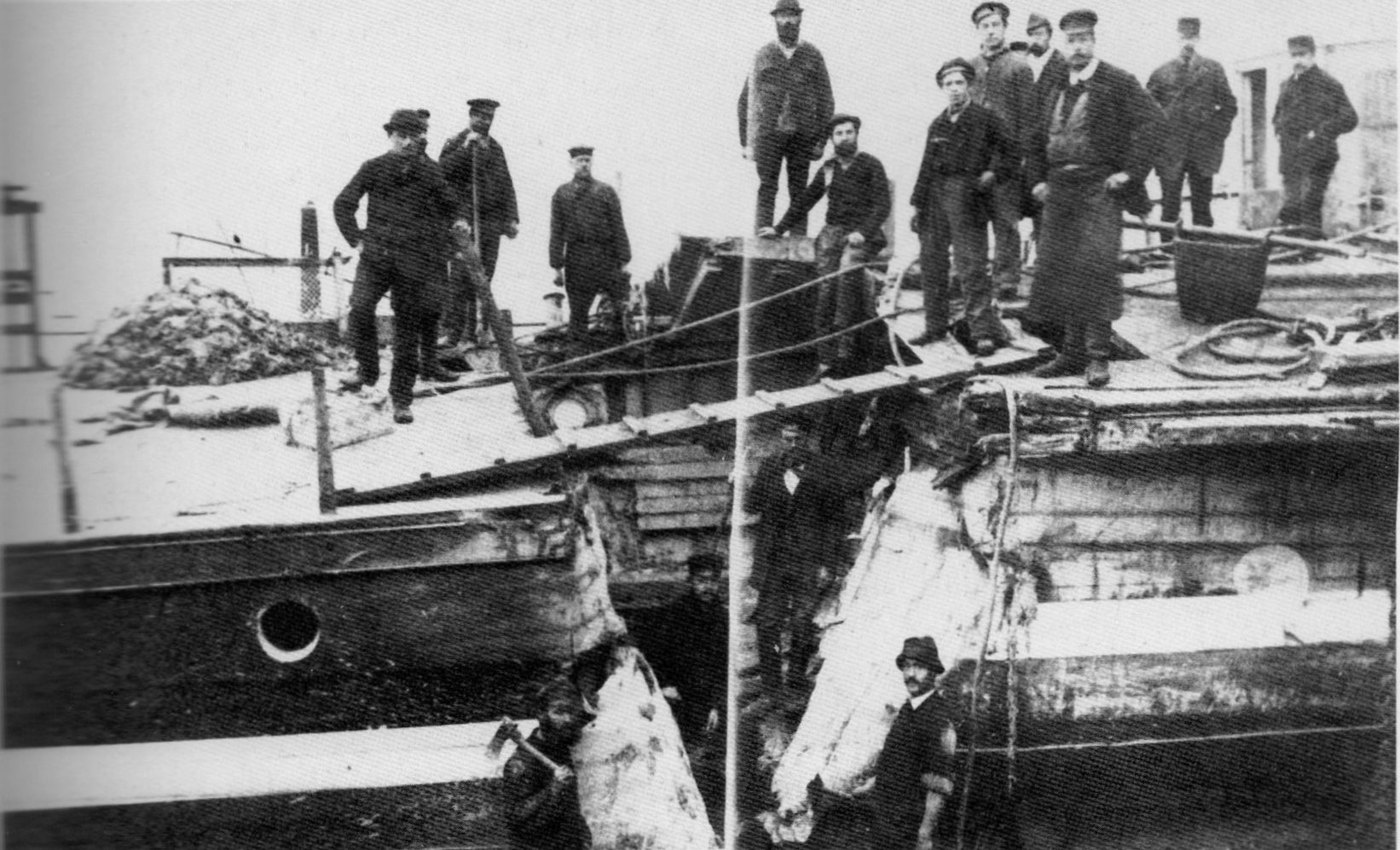
Die zerstörte Stadt Lindau nach der Hebung

Am 8. Oktober 1887 kam es zu einem folgenschweren Zwischenfall. Kommandiert von Kapitän Wilhelm Graf Mercandin verließ die Habsburg um 20.05 Uhr den Lindauer Hafen, um nach Bregenz zu fahren. Das Schiff hatte zehn Minuten Verspätung und sollte in Bregenz pünktlich einen Eisenbahnanschluss erreichen, weshalb Mercandin, der die Habsburg erst wenige Tage vorher übernommen hatte, befohlen hatte, mit Volldampf zu fahren. Er ließ auch das Tempo nicht verringern, als er die von Rorschach kommende Stadt Lindau wahrnahm, die in den Lindauer Hafen einfahren wollte. Sein Steuermann Stettinger verweigerte zunächst den Gehorsam, als Mercandin, als „Karambolagen-Kapitän“ bekannt, ihm befahl, nach Backbord auszuweichen, weil er die dort befindlichen Untiefen fürchtete. Erst nachdem Mercandin diese Anweisung wiederholt hatte, änderte er den Kurs des Schiffes.
Mittlerweile hatte allerdings auch die Stadt Lindau beigedreht, um die Hafeneinfahrt zu passieren. Mercandins Befehl, zu stoppen und mit voller Kraft zurückzufahren, wurde auf seinem Maschinenstand nicht wahrgenommen, weil er vergessen hatte, vorher das obligatorische Klingelzeichen zu geben. Auch Kapitän Christian Häberlin auf der Stadt Lindau konnte die Kollision nicht mehr vermeiden. Der Bug der Habsburg bohrte sich vor dem linken Radkasten in das Vorschiff der Stadt Lindau und schnitt dieses bis über die Hälfte der Schiffsbreite auf. Die Stadt Lindau sank vor der Hafeneinfahrt; drei Passagiere kamen dabei zu Tode, die übrigen und die Besatzung konnten sich retten bzw. wurden von dem zu Hilfe eilenden Dampfer Ludwig in Sicherheit gebracht. Die Stadt Lindau lag einige Wochen in vier Metern Tiefe auf dem Seegrund und wurde zur Touristenattraktion, ehe sie gehoben wurde. Das Schiff erwies sich jedoch als nicht mehr reparabel und wurde verschrottet. Nur sein Kompass, heute auf der Lindau, blieb erhalten. Die Habsburg hingegen überstand die Kollision ohne größere Schäden.

## Weiteres Schicksal auf dem Bodensee
1896 erfolgte ein Umbau. Dabei erhielten die beiden Schiffe einen Aufbau auf dem Vorschiff und verlängerte Radkästen. 1914 wurde die Habsburg außer Dienst gestellt. Während des Ersten Weltkriegs diente sie der Österreichisch-Deutschen Bodenseeflottille, Gruppe Bregenz, als stationäres Kasernenschiff.
Nach dem Ersten Weltkrieg mussten auf eine Verordnung des Staatsamtes für Verkehrswesen vom 18. Dezember 1919 die Schiffe der österreichischen Dampferflotte umgetauft werden, soweit ihre Namen an die Habsburgerzeit erinnerten. Die österreichischen Kaiserkronen, die bis dahin die Radkästen geziert hatten, wurden entfernt und durch Städtewappen ersetzt; die Schiffe erhielten die Namen von Vorarlberger Orten. Aus der Habsburg wurde die Schruns, benannt nach dem Hauptort des Montafons. Eingesetzt wurde das Schiff auf dem Bodensee nicht mehr. Es ging 1921 in den Besitz der Schiffswerft Linz über und wurde, nachdem es im Bregenzer Trockendock zerlegt worden war, dorthin abtransportiert. Aus der Austria wurde die Bezau, nach der Marktgemeinde im Bregenzerwald benannt. 1926 wurde die Bezau ausgemustert und abgebrochen, nachdem sie zunächst in ein Motordampfschiff umgebaut werden sollte. Sie wurde ersetzt durch das MS Oesterreich.

## Verbleib derHabsburg
Der einstige Glattdeckdampfer wurde zum Salondampfer umgebaut. Unter dem Namen Continental fuhr es für die Rumänische Donauschifffahrtsgesellschaft. Offenbar wurde später nochmals der Name geändert. Die einstige Habsburg wurde 1976 in der rumänischen Flottenliste noch als Anghel Saligni geführt. Nach einem Brand 1984 wurde das Schiff entweder abgebrochen oder als Restaurantschiff in einem Nebenflusslauf der unteren Donau weiterverwendet.